# 41. honvedska pehotna divizija (Avstro-Ogrska)
41. honvedska pehotna divizija je bila pehotna divizija ogrskega Honveda, ki je bila aktivna med prvo svetovno vojno.

## Zgodovina
Novembra 1914 je bila divizija razpuščena in nato ponovno ustanovljena januarja 1915.

## Organizacija
Maj 1941
- 81. honvedska pehotna brigada
- 82. honvedska pehotna brigada

## Poveljstvo
Poveljniki (Kommandanten)
- Johann Nikić: avgust - november 1914
- Gustav Schay: januar - julij 1915
- Rudolf Schamschula von Simontornya: julij 1915 - oktober 1918
- Georg von Sypniewski: oktober - november 1918